# شاهزاده تسونه‌هیسا تاکه‌دا
شاهزاده تسونه‌هیسا تاکه‌دا (به ژاپنی: 竹田宮恒久王, Takeda-no-miya Tsunehisa-ō); ۲۲ سپتامبر ۱۸۸۲ – ۲۳ آوریل ۱۹۱۹) پرسنل نظامی، و سیاستمدار اهل ژاپن بود. او پسر ارشد شاهزاده کیتاشیراکاوا یوشی‌هیسا و نوه امپراتور میجی بود.